# 小行星4505
小行星4505（4505 Okamura）是一颗围绕太阳公转的小行星。1990年2月20日，關勉在藝西天文台发现了此天体。
該小行星以日本中學教師岡村啓一郎命名。
这颗小行星的绝对星等为11.4等。